# Božena Kriegerová
Božena Johana Kriegerová (14 mei 1888, Písek – onbekend) was een Tsjechisch luchtvaartpionier. Ze was op 17 oktober 1910 de eerste Tsjechische vrouw ooit die een piloot vergezelde in een motorvliegtuig, te weten de Oostenrijker Josef Sablatnig.

## Biografie
Kriegorová werd op 14 mei 1888 geboren in de Zuid-Boheemse stad Písek, in huis nr. 54 in de binnenstad (thans Chelčického 9). Ze was de dochter van kleermaker Karl Krieger en zijn vrouw Anna (geboortenaam: Pešková). Kriegerová werd op 19 mei 1888 gedoopt in de Kerk van de Geboorte van de Maagd Maria in Písek onder de naam Božena Johana.

## De vlucht
Op zondag 16 oktober 1910 werd een vliegshow gehouden op een grasveld in Prosek bij Praag. Duits vliegenier en architect Oswald Kante zou deelnemen, maar zijn machine raakte tijdens het vervoer per spoor onherstelbaar beschadigd. Ook de Oostenrijkse piloot Josef Sablatnig zou deelnemen met zijn dubbeldekker, gemodelleerd naar die van de Gebroeders Wright. Het evenement werd bijgewoond door de aartshertog van Oostenrijk, Karl Franz Joseph, de latere keizer, en de Tsjechische gouverneur Karl Maria Coudenhove. Ook de latere pilote Božena Laglerová was die dag aanwezig.

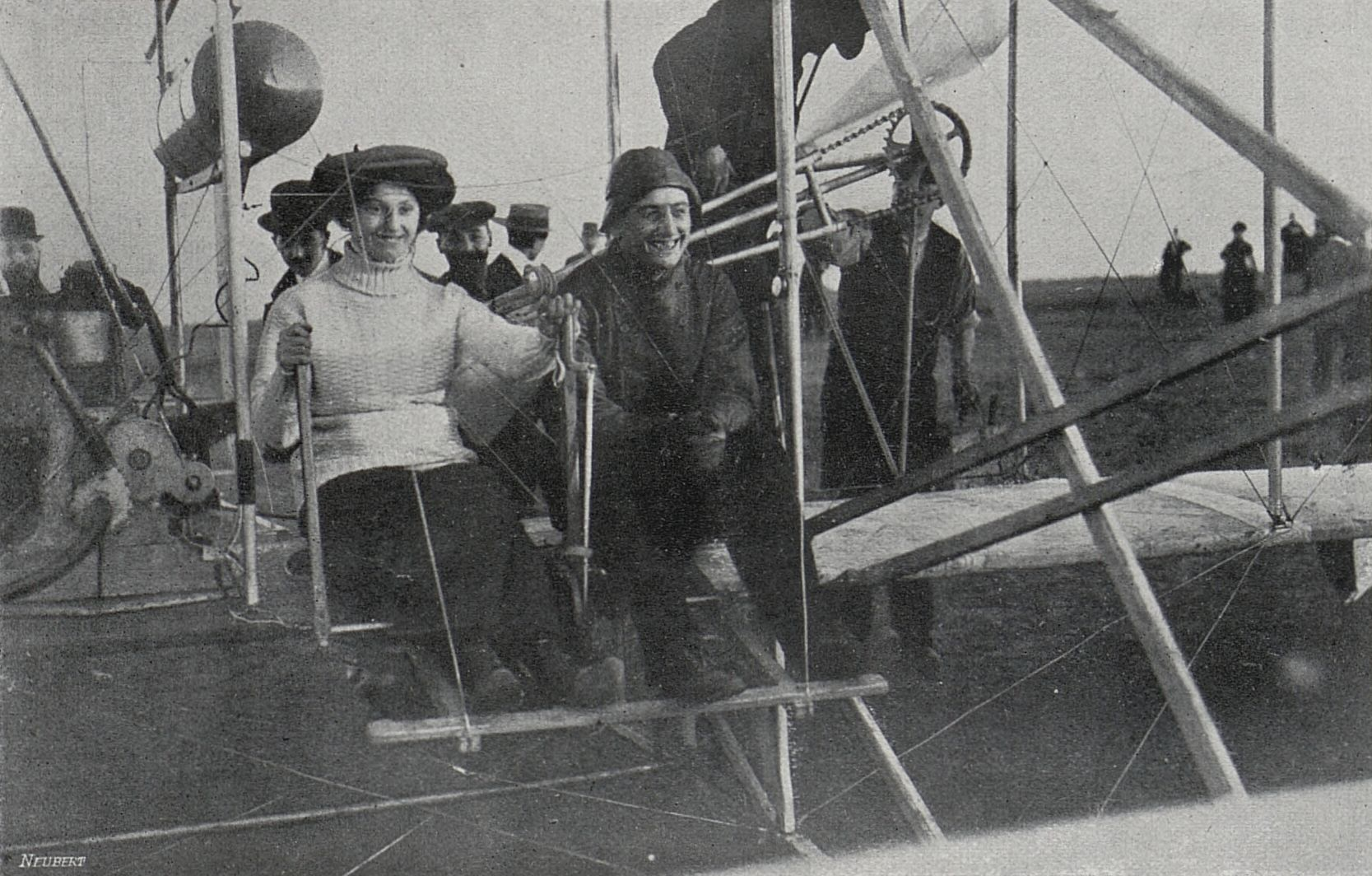
Kriegerová naast Sablatnig in het vliegtuig

Op 17 oktober voltooide Sablatnig een eerste testvlucht. Nadien werd een tweede vlucht aangekondigd, ditmaal met een dame uit het publiek als passagier. Kriegerová werd uiteindelijk gekozen. Ze werd uitgerust voor de vlucht en nam plaats in de open cockpit van het vliegtuig, dicht bij de motor, rechts van de piloot. Haar plaats in het vliegtuig, zo dicht bij de piloot, leverde meteen veel media-aandacht op. Sablatnig liet het vliegtuig opstijgen en vloog daarna op gematigde hoogte over Kbely en terug, een vlucht van 2 minuten en 6 seconden, en landde vervolgens veilig. De gebeurtenis werd door onder andere de redacteur van het tijdschrift Čas vastgelegd; beelden van die dag werden gepubliceerd in het fototijdschrift Český svět.
Door haar vlucht werd Kriegerová de eerste Tsjechische vrouw die in een gemotoriseerd vliegtuig had gezeten. Niet lang daarna werd Božena Laglerová de eerste vrouwelijke Tsjechische piloot met een vliegbrevet.